# نصر حامد أبو زيد
نصر حامد أبو زيد (10 يوليو 1943 - 5 يوليو 2010) أكاديمي مصري، وباحث متخصص في الدراسات الإسلامية ومتخصص في فقه اللغة العربية والعلوم الإنسانية.
أثارت كتاباته ضجة إعلامية في منتصف التسعينيات من القرن الماضي واتُهم بالردة والإلحاد. وحكمت محكمة مصرية بالتفريق بينه وبين زوجته قسراً، على أساس «أنه لا يجوز للمرأة المسلمة الزواج من غير المسلم».

## نشأته
ولد نصر أبو زيد في إحدى قرى طنطا في 10 يوليو 1943، ونشأ في أسرة ريفية بسيطة . في البداية لم يحصل على شهادة الثانوية العامة التوجيهية ليستطيع استكمال دراسته الجامعية، لأن أسرته لم تكن تستطيع أن تنفق عليه في الجامعة، لهذا اكتفى في البداية بالحصول على دبلوم المدارس الثانوية الصناعية قسم اللاسلكي عام 1960م.
إلا أن طموحه لم يتوقف فدرس أثناء عمله إلى أن حصل على شهادة الثانوية العامة مما أهله لدخول الجامعة والدراسة فيها. كانت دراسته في قسم اللغة العربية والفلسفة. ويقص أنه بكى لأنه نجح في السنة الأولى من دراسته الجامعية بتقدير جيد فقط. ولهذا انكب على الدراسة وأزاد من عزمه حتى أصبح ينجح بامتياز وكان الأول على زملائه ، وحتى التخرج .

## مسيرته الأكاديمية
حصل نصر على الليسانس من قسم اللغة العربية وآدابها بكلية الآداب جامعة القاهرة 1972م بتقدير ممتاز، ثم ماجستير من نفس القسم والكلية في الدراسات الإسلامية عام 1976م وأيضا بتقدير ممتاز، ثم دكتوراه من نفس القسم والكلية في الدراسات الإسلامية عام 1979م بتقدير مرتبة الشرف الأولى.
سلك المؤلف نصر حامد أبو زيد في كتابه "الإمام الشافعي وتأسيس الأيديولوجية الوسطية" المنهج للتشكيك في أصول الدين، وخاصة السنة النبوية، اعتمد على التأويلات البعيدة أحيانا، وعلى الكذب الصريح أحيانا أخرى؛ لإثبات أفكاره العلمانية، متهما في هذا كله الإمام الشافعي- رحمه الله- بأنه أول من وسَّع سلطة النصوص وضيق دائرة العقل.

## مسيرته العملية
عمل نصر حامد أبو زيد بعدد من الوظائف منها:
- فني لاسلكي بالهيئة المصرية العامة للاتصالات السلكية واللاسلكية 1961 -1972 م.
- معيد بقسم اللغة العربية وآدابها، كلية الآداب، جامعة القاهرة 1972م.
- مدرس مساعد بكلية الآداب، جامعة القاهرة 1976.
- منحة من مؤسسة فورد للدراسة في الجامعة الأمريكية بالقاهرة 1976-1977م
- مدرس بكلية الآداب، جامعة القاهرة 1982.
- أستاذ مساعد بكلية الآداب، قسم اللغة العربية وآدابها بجامعة القاهرة بالخرطوم خلال الفترة من {1983-1987}
- أستاذ مساعد بكلية الآداب، جامعة القاهرة 1987.
- منحة من مركز دراسات الشرق الأوسط، جامعة بنسلفانيا بالولايات المتحدة الأمريكية 1978-1980م.
- أستاذ بكلية الآداب، جامعة القاهرة 1995.
- جائزة عبد العزيز الأهواني للعلوم الإنسانية من جامعة القاهرة 1982م.
- أستاذ زائر بجامعة أوساكا للغات الأجنبية باليابان 1985 - 1989م
- وسام الاستحقاق الثقافي من رئيس جمهورية تونس 1993 م.
- أستاذ زائر بجامعة ليدن بهولندا بدءا من أكتوبر 1995 م.
- جائزة اتحاد الكتاب الأردني لحقوق الإنسان، 1996.
- كرسي كليفرينخا Cleveringa للدراسات الإنسانية - كرسي في القانون والمسئولية وحرية الرأي والعقيدة- بجامعة ليدن بدءا من سبتمبر 2000م.
- ميدالية «حرية العبادة»، مؤسسة إليانور وتيودور روزفلت 2002.
- كرسي ابن رشد لدراسة الإسلام والإنسانيات، جامعة الدراسات الإنسانية في أوترخت، هولندا 2002[7]

وعندما قدم أبحاثه للحصول على درجة أستاذ تكونت لجنة من أساتذة جامعة القاهرة بينهم د.عبد الصبور شاهين الذي اتهم في تقريره د.نصر «بالكفر»، وحدثت القضية المعروفة التي انتهت بترك نصر الوطن إلى المنفي، منذ 1995 بعد أن حصل على درجة أستاذ، بأسابيع.
انضم إلى جبهة عبد الصبور شاهين كل من: محمد بلتاجي وأحمد هيكل وإسماعيل سالم، وقاموا بتأليف الكتب للرد عليه حوت تكفيرا له.

## الهرمنيوطيقا
اسم هذه النظرية الهرمنيوطيقا، ومصطلح الهرمنيوطيقا مصطلح قديم بدأ استعماله في دوائر الدراسات اللاهوتية ليشير إلى مجموعة القواعد والمعايير التي يجب أن يتبعها المفسر لفهم النص الديني خصوصا الكتاب المقدس. ويشير المصطلح اليوم إلى نظرية التفسير ويعود أقدم استعمال للمصطلح للدلالة على هذا المعنى إلى عام 1654م وما زال مستمرًا حتى اليوم خاصة في الأوساط البروتستانتية. وقد اتسع مفهوم المصطلح في تطبيقاته الحديثة، وانتقل من مجال علم اللاهوت إلى دوائر أكثر اتسـاعًا تشمل كافة العلوم الإنسانية؛ كالتاريخ وعلم الاجتماع والأنثروبولوجية (علم الإنسان) وفلسفة الجمال والنقد الأدبي والفلوكلور، والقضية الأساسية التي تتناولها الهرمنيوطيقا بالدرس هي معضلة تفسير النص بشكل عام، سواء كان هذا النص تاريخيًا، أم دينيًا.
فاز الدكتور أبو زيد بجائزة مؤسسة ابن رشد للفكر الحر (تيمناَ باسم الفيلسوف ابن رشد، 1126-1198، الذي أصبح بفلسفته جسراً ممتدا بين الثقافات) في الخامسة مساء يوم الجمعة الموافق 25 نوفمبر عام 2005، في معهد جوته برلين. من أجل إعادة قراءة معاني القرآن قراءة مستقلة عن التفسير التقليدي.
لقد طالب أبوزيد بالتحرر من سلطـة النصوص وأولهـا القرآن الكريم الذي قال عنه: القرآن هو النص الأول والمركزي في الثقافة  لقد صار القرآن هو نص بألف ولام العهد وقال أيضا: "هو النص المهيمن والمسيطر في الثقافة"  وطالب بالقيام بتفسير جديد للقرآن ، تفسير مبني على معرفتنا وتقدمنا الثقافي في القرون الحالية ، وقال: "فالنص نفسه - القرآن - يؤسس ذاته دينًا وتراثًا في الوقت نفسه 
وقال مطالبًا بالتحرر من هيمنة تفسير القرآن على النحو القديم : " وقد آن أوان المراجعة والانتقال إلى مرحلة التحرر لا من سلطة النصوص وحدها، بل من كل سلطة تعوق مسيرة الإنسان في عالمنا، علينا أن نقوم بهذا الآن وفورًا قبل أن يجرفنا الطوفان 
أثارت كتابات الباحث المصري ضجة إعلامية في منتصف التسعينيات من القرن الماضي. فقد اتُهم بسبب أبحاثه العلمية بالارتداد والإلحاد. ونظراً لعدم توفر وسائل قانونية في مصر للمقاضاة بتهمة الارتداد عمل خصوم نصر حامد أبو زيد على الاستفادة من أوضاع محكمة النقض التي يطبق فيها فقه الإمام أبو حنيفة، والذي وجدوا فيه مبدأ يسمى «الحسبة» طالبوا على أساسه من المحكمة التفريق بين أبو زيد وزوجته. واستجابت المحكمة وحكمت بالتفريق بين نصر حامد أبو زيد وزوجته قسراً، على أساس «أنه لا يجوز للمرأة المسلمة الزواج من غير المسلم». فحياة الزوجين باتت بعد ذلك في خطر، وفي نهاية المطاف غادر نصر حامد أبو زيد وزوجته د. ابتهال يونس الأستاذة في الأدب الفرنسي، القاهرة نحو المنفى إلى هولندا، ليقيما هناك حيث عمل نصر حامد أبو زيد أستاذا للدراسات الإسلامية بجامعة لايدن.

## أعماله
- الاتجاه العقلي في التفسير (دراسة في قضية المجاز في القرآن عند المعتزلة) وكانت رسالته للماجستير
- فلسفة التأويل (دراسة في تأويل القرآن عند محيي الدين بن عربي) وكانت رسالته للدكتوراه، في كلية الآداب جامعة القاهرة قسم اللغة العربية
- مفهوم النص دراسة في علوم القرآن
- إشكاليات القراءة وآليات التأويل (مجموعة دراساته المنشورة في مطبوعات متفرقة
- نقد الخطاب الديني
- المرأة في خطاب الأزمة (طبع بعد ذلك كجزء من دوائر الخوف)
- البوشيدو (ترجمة وتقديم نصر أبوزيد)
- الخلافة وسلطة الأمة نقلة عن التركية عزيز سني بك (تقديم ودراسة نصر أبوزيد)
- (1) النص السلطة الحقيقة (مجموعة دراسات ومقالات نشرت خلال السنوات السابقة)
- دوائر الخوف ، قراءة في خطاب المرأة (يتضمن الكتاب السابق المرأة في خطاب الأزمة)
- الخطاب والتأويل (مجموعة دراسات، تتضمن تقدمة كتاب الخلافة وسلطة الأمة)
- التفكير في زمن التكفير (جمع وتحرير وتقديم نصر أبوزيد عن قضية التفريق بينه وبين زوجته وردود الفعل نحوها)
- القول المفيد في قضية أبوزيد (تنسيق وتحرير نصر أبوزيد عن قضية التفريق بينه وبين زوجته.)
- هكذا تكلم ابن عربي (يعيد فيها الباحث مراجعة دراسته عن ابن عربي)
- الإمام الشافعي وتأسيس الأيديولوجية الوسطية.

## وفاته
عاد إلى مصر قبل أسبوعين من وفاته بعد إصابته بفيروس غريب فشل الأطباء في تحديد طريقة علاجه، ودخل في غيبوبة استمرت عدة أيام حتى فارق الحياة في صباح الإثنين 5 يوليو 2010 التاسعة صباحا في مستشفى زايد التخصصي، وتم دفنه في مقابر أسرته بمنطقة قحافة بمدينة طنطا بعد صلاة العصر.

## وصلات خارجية
- نصر حامد أبو زيد على موقع أرشيف الشارخ.
- يشغل كرسي الفيلسوف الأندلسي في جامعة أوترخت الهولندية... نصر حامد أبو زيد يفوز بجائزة «ابن رشد»، الحياة 2005-11-25. تاريخ الولوج 6-6-2009.
- مؤسسة ابن رشد للفكر الحر
- العقلانية العوراء والليبرالية العرجاء، المصري اليوم
- روافد: حوار توثيقي مع نصر حامد أبو زيد. العربية نت
- صاحب أشهر قضية ردة وتفريق عن الزوجة، نصر أبو زيد إلى مثواه الأخير.. وقصة تكفيره تعود للجدل العربية نت